# 金華府
金華府（きんかふ）は、中国にかつて存在した府。元末から民国初年にかけて、現在の浙江省金華市一帯に設置された。

## 概要
1358年、朱元璋により婺州路が寧越府と改められた。1360年、寧越府は金華府と改称された。明のとき、金華府は浙江省に属し、金華・蘭谿・東陽・義烏・永康・武義・浦江・湯渓の8県を管轄した。
清のとき、金華府は浙江省に属し、金華・蘭谿・東陽・義烏・永康・武義・浦江・湯渓の8県を管轄した。
1913年、中華民国により金華府は廃止された。